# Municipio de Cooper (condado de Monona)
El municipio de Cooper (en inglés: Cooper Township) es un municipio ubicado en el condado de Monona en el estado estadounidense de Iowa. En el año 2010 tenía una población de 685 habitantes y una densidad poblacional de 7,36 personas por km².

## Geografía
El municipio de Cooper se encuentra ubicado en las coordenadas 42°9′44″N 95°43′24″O / 42.16222, -95.72333. Según la Oficina del Censo de los Estados Unidos, el municipio tiene una superficie total de 93.03 km², de la cual 92,94 km² corresponden a tierra firme y (0,1 %) 0,09 km² es agua.

## Demografía
Según el censo de 2010, había 685 personas residiendo en el municipio de Cooper. La densidad de población era de 7,36 hab./km². De los 685 habitantes, el municipio de Cooper estaba compuesto por el 96,06 % blancos, el 0,73 % eran afroamericanos, el 1,31 % eran amerindios, el 0,15 % eran asiáticos, el 1,02 % eran de otras razas y el 0,73 % eran de una mezcla de razas. Del total de la población el 2,34 % eran hispanos o latinos de cualquier raza.